# Michael Halliday (calciatore)
Micheal Anthony Halliday (Orlando, 22 gennaio 2003) è un calciatore statunitense, difensore dello Houston Dynamo.

## Carriera

### Club
Halliday è entrato a far parte dell'Academy dell'Orlando City nel 2016. Nel marzo 2020 ha firmato un contratto con l'Orlando City B in USL League One, e nel luglio successivo è stato ufficialmente tesserato dalla prima squadra, che lo ha lasciato alla squadra B per il resto della stagione. Ha debuttato il 2 agosto nell'incontro inaugurale della stagione contro il S.G. Tormenta.
Il 29 maggio 2021 ha debuttato con la prima squadra partendo titolare contro il N.Y. Red Bulls ed è diventato il più giovane esordiente nella storia del club battendo il precedente primato di Tommy Redding (record superato nel 2022 da Thomas Williams).

### Nazionale
Il 16 maggio 2023 è stato incluso nella lista dei convocati per il Mondiale Under-20 in sostituzione dell'infortunato Mauricio Cuevas.

## Statistiche

### Presenze e reti nei club
Statistiche aggiornate al 28 agosto 2023.
| Stagione              | Squadra               | Campionato            | Campionato | Campionato | Coppe nazionali | Coppe nazionali | Coppe nazionali | Coppe continentali | Coppe continentali | Coppe continentali | Altre coppe | Altre coppe | Altre coppe | Totale | Totale | Totale |
| Stagione              | Squadra               | Comp                  | Pres       | Reti       | Comp            | Pres            | Reti            | Comp               | Pres               | Reti               | Comp        | Pres        | Reti        | Pres   | Reti   |        |
| --------------------- | --------------------- | --------------------- | ---------- | ---------- | --------------- | --------------- | --------------- | ------------------ | ------------------ | ------------------ | ----------- | ----------- | ----------- | ------ | ------ | ------ |
| 2020                  | Orlando City B        | USL1                  | 7          | 0          |                 | -               | -               |                    | -                  | -                  |             | -           | -           | 7      | 0      |        |
| 2022                  | Orlando City B        | MNP                   | 25         | 0          |                 | -               | -               |                    | -                  | -                  |             | -           | -           | 5      | 0      |        |
| Totale Orlando City B | Totale Orlando City B | Totale Orlando City B | 12         | 0          |                 | -               | -               |                    | -                  | -                  |             | -           | -           | 12     | 0      |        |
| 2021                  | Orlando City          | MLS                   | 6          | 0          |                 | -               | -               |                    | -                  | -                  | LC          | 0           | 0           | 6      | 0      |        |
| 2022                  | Orlando City          | MLS                   | 7          | 0          | USOC            | 2               | 0               |                    | -                  | -                  |             | -           | -           | 9      | 0      |        |
| 2023                  | Orlando City          | MLS                   | 12         | 0          | USOC            | 1               | 0               | CCL                | 2                  | 0                  | LC          | 0           | 0           | 15     | 0      |        |
| Totale Orlando City   | Totale Orlando City   | Totale Orlando City   | 25         | 0          |                 | 3               | 0               |                    | 2                  | 0                  |             | 0           | 0           | 30     | 0      |        |
| Totale carriera       | Totale carriera       | Totale carriera       | 37         | 0          |                 | 3               | 0               |                    | 2                  | 0                  |             | 0           | 0           | 42     | 0      |        |

## Palmarès

### Club

#### Competizioni nazionali
- Lamar Hunt U.S. Open Cup: 1

Orlando City: 2022